# Șimon
Șimon – wieś w Rumunii, w okręgu Braszów, w gminie Bran. W 2011 roku liczyła 1223 mieszkańców.